# Rhadinella anachoreta
Espèce
Synonymes
- Rhadinaea anachoreta Smith & Campbell, 1994

Statut de conservation UICN

 LC  : Préoccupation mineure
Rhadinella anachoreta  est une espèce de serpents de la famille des Dipsadidae.

## Répartition
Cette espèce se rencontre au Honduras et au Guatemala.

## Description
L'holotype de Rhadinella anachoreta, un mâle adulte, mesure 251 mm dont 72 mm pour la queue.

## Publication originale
- Smith & Campbell, 1994 : A new species of Rhadinea (Colubridae) from the Caribbean Versant of Guatemala. Occasional Papers of the Museum of Natural History University of Kansas, no 167, p. 1–9 (texte intégral).